# Michael Müller (piłkarz ręczny)
Michael Müller (ur. 19 września 1984 w Würzburgu) – niemiecki piłkarz ręczny, reprezentant kraju. Obecnie występuje w Bundeslidze, w drużynie HSG Wetzlar na pozycji rozgrywającego.